# ADAC Logan Cup
Der ADAC Logan Cup wurde 2006 vom ADAC Weser-Ems gegründet und bietet Motorsport für Neueinsteiger sowie ambitionierte Amateurfahrer. Ab der Saison 2010 wurde die Rennserie im Rahmen des ADAC Bördesprint in der Motorsport Arena Oschersleben ausgetragen. Seit 2019 findet der ADAC Logan Cup als Norddeutscher ADAC Börde Tourenwagen Cup (NATC) statt, einer neuen Bezeichnung für den ehemaligen Bördesprint Cup.

## Reglement
Seit 2019 gibt es ein neues Rennformat. Die Rennen im ADAC Logan Cup, die bisher über eine Distanz von zwei Stunden ausgetragen wurden, dauern nur noch 90 Minuten. Die Saison besteht aus acht Läufen, die allesamt in der Motorsport Arena Oschersleben stattfinden. Mindestens zwei und maximal drei Fahrer teilen sich während der Veranstaltungen ein Auto. Für die Fahrer ist eine Nationale Lizenz A ausreichend, für die erste Teilnahme sogar die Nationale C-Lizenz. Alle Veranstaltungen dauern jeweils einen Tag und bestehen aus einem 45-minütigen Training, einem Qualifying, das 20 Minuten dauert, sowie dem anschließenden Rennen.

## Technik

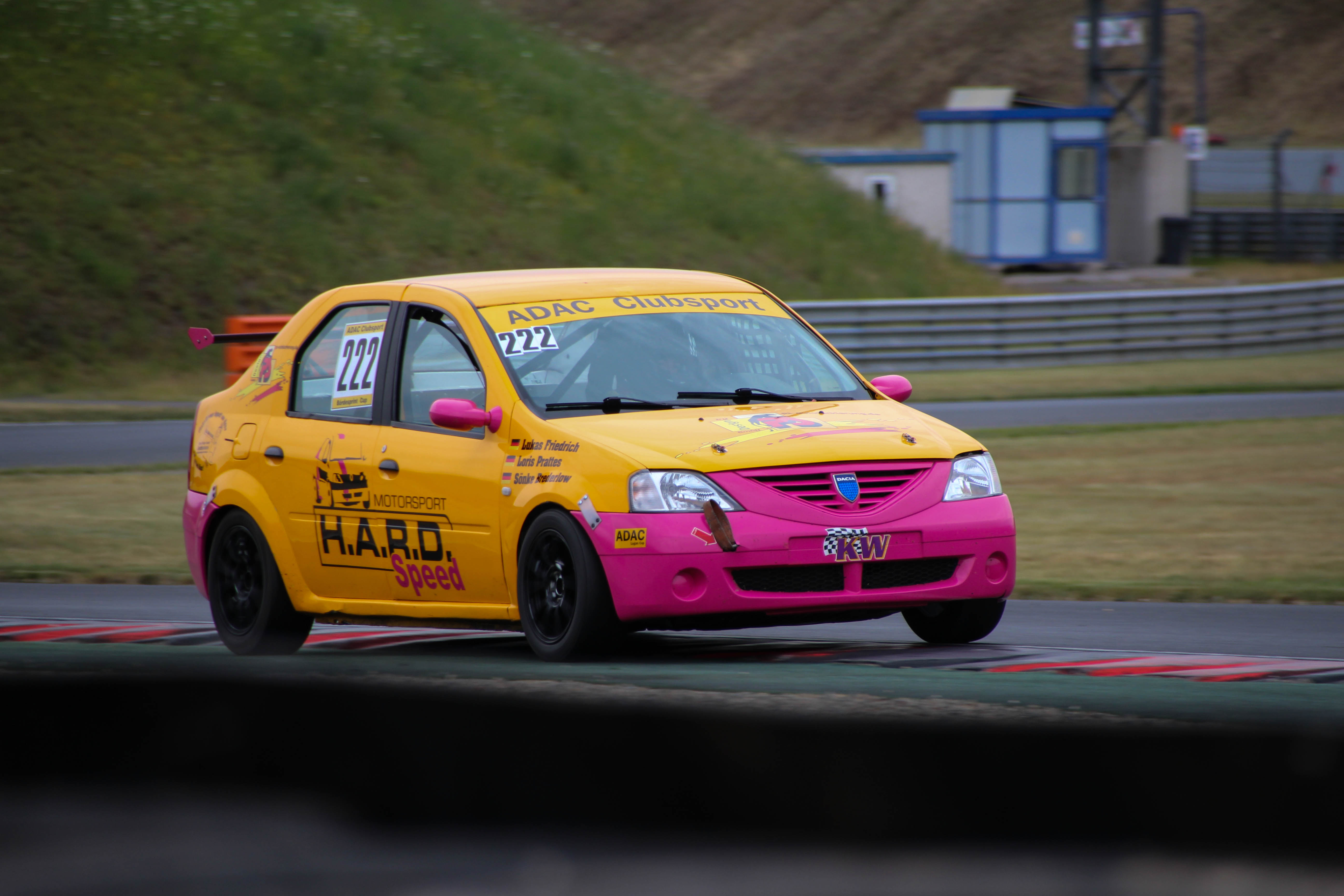
ADAC Logan Cup, Saison 2016

Der Dacia Logan Cup basiert auf der Straßenversion des 1.6 8V 66 kW Dacia Logan (Renault Logan in Russland) mit einem Cup-Kit von Renault Sport Technologies. Neben der Rennversion für den Rundkurs gibt es auch die Rallye-Version des Logan-Cup. Die Kits beinhalten neben Sicherheitsmaßnahmen auch Bauteile, um Zuverlässigkeit, Leistung und Optik zu verbessern.
- Chassis

Stahlkarosserie mit verschraubtem Überrollkäfig
Aerodynamik: Heckflügel (Rennversion)
- Motor

Frontmotor, quer verbaut
Vier Zylinder, acht Ventile
Hubraum: 1598 cm³
Bohrung × Hub: 79,5 × 80,5 mm
Multi-Point-Kraftstoffeinspritzung
Maximale Leistung: 66 kW (90 PS) bei 5500/min
Maximales Drehmoment: 128 Nm at 3000/min
Höchstgeschwindigkeit: 175 km/h
- Kraftübertragung

Getriebe: 5-Gang manuell
Kupplung: 200-mm-Einzelkupplung
Antrieb: Vorderrad
- Fahrwerk

Reifen: Dunlop Direzza 03-GH Semi-Slick
Räder: 6 × 15 ’’ Stahl- oder Aluminiumfelgen
- Bremsen

vorne: 259-mm-Scheiben
hinten: 8 ’’ Trommelbremsen
- Dimensionen

Länge: 4247 mm
Breite: 1740 mm
Höhe: 1534 mm
Radstand: 2630 mm
Spur vorne/hinten: 1466–1456 mm
Cw-Wert: 0.36
Kraftstofftank: 50 Liter
Mindestgewicht: 1000 kg

## Meister
Im ADAC Logan Cup wird offiziell keine Fahrerwertung ausgeschrieben. Stattdessen wird in Form einer Teamwertung gewertet. Seit 2010 werden die Fahrer jedoch in den Meisterschaftsstand mit aufgenommen.
| Jahr | Fahrer                                                                              | Fahrzeug        | Team                              |
| ---- | ----------------------------------------------------------------------------------- | --------------- | --------------------------------- |
| 2006 | -                                                                                   | Dacia Logan Cup | Hochrhein-Racing-Team             |
| 2007 | -                                                                                   | Dacia Logan Cup | ADAC Nieders./Sachs.-Anhalt I     |
| 2008 | -                                                                                   | Dacia Logan Cup | Ahrens Racing Team                |
| 2009 | -                                                                                   | Dacia Logan Cup | ADAC HTH / GTO Motorsport II      |
| 2010 | Martin Förster Philipp Olsen Clemens Meyer Jens Schlitter                           | Dacia Logan Cup | ADAC Niedersachsen/Sachsen-Anhalt |
| 2011 | Norman Strecker Jan von Kiedrowski Alf Ahrens                                       | Dacia Logan Cup | MSC Oldenburg I                   |
| 2012 | Henrik Stoldt Maximilian Schneider                                                  | Dacia Logan Cup | ADAC Team Hansa                   |
| 2013 | Maximilian Schwarz Florian Sternkopf Hinrich Groeneveld                             | Dacia Logan Cup | ATT-Racing                        |
| 2014 | Nils Ballerstein Tobias Gramatzki Marcel Papst                                      | Dacia Logan Cup | Pronghorn-Racing                  |
| 2015 | Markus Spitzenberger Kevin Walter Stefan Hiller Lukas Friedrich                     | Dacia Logan Cup | Hard Speed Motorsport             |
| 2016 | Jens Brandes Jonas Nagel Alf Ahrens Frank Dinter Florian Boehnisch Michael Ihlemann | Dacia Logan Cup | JAS-Rennsport                     |
| 2017 | Sönke Brederlow Andreas Roloff Marco Roloff                                         | Dacia Logan Cup | Hard Speed Motorsport             |
| 2018 | Thorsten Kramer Borislav Popov                                                      | Dacia Logan Cup | JAS-Rennsport                     |

## Trivia
Der heutige GT-Profi und Audi-Werksfahrer Christopher Haase begann seine Karriere im ADAC Logan Cup. Durch Zufall geriet Haase 2006 in die Rennserie und konnte dort überzeugen. Am Ende des Jahres belegte er die dritte Gesamtposition. Schon in seiner zweiten Motorsportsaison 2007 wechselte er daraufhin in das neu gegründete ADAC GT Masters und wurde dort zum ersten Gesamtsieger.

## Bekannte Rennfahrer
- Christopher Haase, Audi-Werksfahrer
- Manuel Metzger, Sieger 24h Nürburgring 2016
- Nicki Thiim
- Lennart Marioneck, ADAC GT Masters